# Cavalieri d'oro
I Gold Saints (黄金聖闘士?, Gold Saints) (Cavalieri d'oro nella traduzione italiana) sono un gruppo di personaggi presenti nella serie manga e anime I Cavalieri dello zodiaco creata da Masami Kurumada.
Rappresentano la casta più alta dei guerrieri al servizio di Atena e rispondono soltanto a quest'ultima e al Grande Sacerdote. Come tutti gli altri guerrieri vestono un'armatura ispirata alle costellazioni: nel loro caso le corazze sono d'oro (chiamate in originale Gold Cloths e Armature d'oro nel doppiaggio italiano) e si ispirano ai dodici segni zodiacali occidentali.
Nei primi capitoli si parla di un solo Gold Saint, quello del Sagittario, e ciò è giustificato dal fatto che l'autore aveva pensato inizialmente di creare una sola armatura d'oro.

## Creazione e sviluppo
In origine Kurumada non aveva intenzione di creare dodici Gold Saints e per questo, nel terzo capitolo del manga, Saori presenta il Cloth del Sagittario appartenuto ad Aiolos come l'unica armatura d'oro esistente: non a caso, almeno nei primissimi capitoli, attorno ad essa c'è grande venerazione e i Bronze Saints protagonisti sono costretti a contendersela prima tra loro nella "Galaxian War" e poi con i nemici di turno (i Black Saints e poi i Silver Saints).
In seguito al successo del manga, tuttavia, Kurumada decise di introdurre i restanti Cavalieri d'oro, la cui esistenza viene rivelata nel capitolo 26 quando il Grande Sacerdote convoca Aiolia del Leone e Milo dello Scorpione (sebbene il primo fosse già apparso con un ruolo secondario nel primo capitolo quando Seiya si batté per conquistare il Cloth di Pegaso). La scelta di "ripescare" Aiolia non fu casuale: Kurumada, infatti, pensò fosse interessante introdurre tra i Gold Saints anche alcuni vecchi personaggi che nel corso della storia si erano legati in un modo o nell'altro ai cinque Cavalieri di bronzo protagonisti e così, oltre ad Aiolia, divennero Cavalieri d'oro anche Mu e Dohko, quest'ultimo maestro di Shiryu.
A partire dal capitolo 53 di Next Dimension, seguito canonico del manga originale, si scopre l'esistenza di un tredicesimo Gold Saint scomparso nell'era mitologica: quello dell'Ofiuco, una figura leggendaria considerato il più potente Saint della sua epoca.

## Caratteristiche
I Gold Saints sono l'élite dell'esercito della dea Atena, superiori sia ai Silver Saints che ai Bronze Saints: l'autore ha affermato che essi hanno dominato il loro cosmo in giovane età e per questo possono essere considerati dei geni, sebbene si debba considerare che essendo stati molto giovani non erano limitati dai preconcetti del mondo.
Ognuno presidia una delle dodici case presenti al Grande Tempio, disposte una dietro l'altra nella grande scalinata che conduce alle stanze del Grande Sacerdote (scelto generalmente proprio tra i dodici) e alla statua della Dea; a differenza delle caste più basse, i Gold Saints hanno una certa autonomia e possono decidere se consentire il passaggio attraverso la propria casa a qualcuno o meno.
I Gold Saints vengono convocati solo per questioni di importanza critica, ingestibili da parte dei Saint di levatura inferiore, e vantano una conoscenza del proprio cosmo tale da giungere alla sua essenza ultima, chiamata Settimo senso: grazie a questa dote i Cavalieri d'oro hanno la facoltà di muoversi e lanciare attacchi alla velocità della luce (300000 km/s), cosa che permette loro di respingere o eludere facilmente i colpi più deboli. A proposito di tale potere Kurumada ha dichiarato che i Gold Saints possono fare il giro del mondo sette volte e mezza in un secondo, mentre Mur dell'Ariete afferma che il Settimo senso è la vera essenza del cosmo e che corrisponde alla capacità di un Saint di saperne usare a pieno il reale ed enorme potere; Ioria afferma addirittura che non esiste in natura qualcosa di paragonabile al potere di un Gold Saint. Sebbene il Settimo senso venga descritto come una prerogativa dei Cavalieri d'oro, nel corso della serie anche Saints di altre caste riescono a raggiungerlo. Un altro motivo della loro superiorità è il possesso delle Gold Cloths ("armature d'oro" nel doppiaggio italiano), corazze praticamente indistruttibili capaci di resistere persino allo zero assoluto, che ricoprono la quasi totalità del corpo lasciando scoperti solamente il volto, qualche centimetro di gamba e qualcuno di avambraccio.
I Gold Saints sono anche gli unici a poter utilizzare la tecnica proibita conosciuta come Athena Exclamation  (アテナ・エクスクラメーション?, Atena Ekusukuramēshon, Urlo di Atena nel doppiaggio italiano): essa richiede il cosmo di tre Cavalieri d'oro e consiste in una ondata di energia dotata di uno spaventoso potere distruttivo paragonabile a quello del Big Bang. Questo attacco è ritenuto pericoloso da Atena stessa e di conseguenza i Gold Saints possono servirsene solo con il consenso della Dea; gli stessi lo usano con grande fastidio, ritenendo un colpo da utilizzarsi in tre contro un solo avversario indegno di un cavaliere. Nel manga viene ulteriormente specificato che questa tecnica ha un potere distruttivo così grande che Atena ne ha proibito categoricamente il suo uso e che i Gold Saints che la utilizzano senza il permesso della dea perdono il loro sacro titolo.

## Gold Saints ufficiali (serie classica, Next Dimension)

### Serie classica
La generazione più famosa di Gold Saints è quella del 1970, periodo in cui sono ambientati il manga originale e l'adattamento animato.

Questo gruppo fu sconvolto da gravi fatti come il tradimento di Saga dei Gemelli, che uccise il Grande Sacerdote Shion e prese segretamente il suo posto, e la fuga di Aiolos del Sagittario, che sacrificò la vita per salvare la piccola Saori, incarnazione della Dea Atena; alcuni di essi, inoltre, troveranno la morte per mano dei Bronze Saints guidati da Saori Kido durante la corsa attraverso le Dodici case del Santuario. Tutti periranno poi nella guerra contro Ade, sacrificandosi per abbattere il Muro del Pianto e permettere ai cinque Bronze Saints di soccorrere la Dea nell'Elisio..

Questa generazione compare con un ruolo da protagonista anche in due opere alternative: nel manga Episode G, incentrato sulla lotta tra i Cavalieri di Atena e il dio del tempo Crono e i suoi Titani, e nell'anime Soul of Gold, che li vede tornare in vita per mano del dio Odino per aiutare la giovane Lithia a combattere il nuovo celebrante del dio del Nord Adreas Riise.
Questi Gold Saint appaiono anche nella serie originale in CGI prodotta da Netflix Knights of the Zodiac, basata sul manga e anime classico. 
| N. | Gold Saint             | Costellazione | Note |
| -- | ---------------------- | ------------- | --- |
| 1  | Mu (Mur), Shion (Shin) | Ariete        | Mu compare nella serie classica, nei manga Episode G e Saintia Sho, nella serie OAV Soul of Gold e fa alcuni camei nei manga The Lost Canvas e Next Dimension e nell'anime Saint Seiya Ω. Shion è il predecessore di Mu, nonché suo maestro, e compare nella serie classica, in Episode G (seppur in pochi capitoli), The Lost Canvas e in Next Dimension. Dopo aver abbandonato il titolo di Gold Saint è diventato Grande Sacerdote, carica che mantiene fino alla sua morte per mano di Saga dei Gemelli. |
| 2  | Aldebaran (Toro)       | Toro          | Toro compare nella serie classica, nei manga Episode G e Saintia Sho, nella serie OAV Soul of Gold e fa un cameo in Next Dimension. |
| 3  | Saga (Gemini), Kanon   | Gemelli       | Saga è il principale Gold Saint dei Gemelli, che ha usurpato segretamente il posto del Grande Sacerdote Shion e governato al suo posto sul Grande Tempio. Dopo la morte di Saga è suo fratello minore Kanon a succedergli come Gold Saint dei Gemelli. Kanon mantiene tale carica fino alla distruzione del Muro del Pianto, quando restituisce il Gold Cloth dei Gemelli al fratello Saga. Saga compare nella serie classica, nei manga Episode G e Saintia Sho, nella serie OAV Soul of Gold e fa dei camei in Next Dimension e Saint Seiya Ω. Kanon, invece, compare nella serie classica e fa dei camei in Episode G, Soul of Gold e Saint Seiya Ω. |
| 4  | Death Mask (Cancer)    | Cancro        | Death Mask compare nella serie classica, nei manga Episode G e Saintia Sho, nella serie OAV Soul of Gold e fa dei camei in Saint Seiya Next Dimension. Appare anche in Episodio G Assassin dove si scopre che il maestro di Deathmask è stato DeathToll(Gold Saint del diciottesimo secolo di Saint Seiya Next Dimension.) |
| 5  | Aiolia (Ioria)         | Leone         | Aiolia compare nella serie classica, nei manga Episode G e Saintia Sho, nella serie OAV Soul of Gold e fa un cameo in Next Dimension. |
| 6  | Shaka (Virgo)          | Vergine       | Shaka compare nella serie classica, nei manga Episode G, Next Dimension, e brevemente in Saintia Sho e nella serie OAV Soul of Gold. |
| 7  | Dohko                  | Bilancia      | Dohko è l'unico sopravvissuto assieme a Shion alla guerra sacra del XVIII secolo, nonché custode del sigillo che tiene prigionieri gli Specter di Hades. Compare nella serie classica, in The Lost Canvas, in Next Dimension, in Episode G, nella serie OAV Soul of Gold e nell'anime Saint Seiya Ω. |
| 8  | Milo (Scorpio)         | Scorpione     | Milo compare nella serie classica, nei manga Episode G e Saintia Sho, nella serie OAV Soul of Gold e fa dei camei in Saint Seiya Next Dimension. |
| 9  | Aiolos (Micene)        | Sagittario    | Aiolos compare nella serie classica, nei manga Episode G, nella serie OAV Soul of Gold e fa dei camei in Saint Seiya Next Dimension e Saintia Sho. |
| 10 | Shura (Capricorn)      | Capricorno    | Shura compare nella serie classica, nei manga Episode G e Saintia Sho, nella serie OAV Soul of Gold e fa dei camei in Saint Seiya Next Dimension. È un personaggio anche in Episodio G Assassin dove si scopre che il maestro di Shura è stato Izo(Gold Saint del diciottesimo secolo di Saint Seiya Next Dimension.) |
| 11 | Camus (Aquarius)       | Aquario       | Camus compare nella serie classica, nei manga Episode G, nella serie OAV Soul of Gold e fa dei camei in Saintia Sho e Next Dimension. |
| 12 | Aphrodite (Fish)       | Pesci         | Aphrodite compare nella serie classica, nei manga Episode G e brevemente in Saintia Sho, nella serie OAV Soul of Gold e fa dei camei in Saint Seiya Next Dimension. |

### Next Dimension
Nel manga Next Dimension, seguito canonico del manga originale di Saint Seiya, compare la generazione del XVIII secolo (precedente a quella del 1970), impegnata nella guerra contro Ade. In questo manga viene rivelato che, nell'era mitologica, i Gold Saints erano tredici e non dodici. Esisteva, infatti, il Gold Saint dell'Ofiuco, Odysseus/Asclepius, la cui casa si trovava tra quelle dello Scorpione e del Sagittario. Questo Gold Saint di Ofiuco era il più potente degli 88 Saint di Athena nell'era mitologica.
Alla fine del manga, come rivelato nella serie classica, solo due Gold Saints di questa generazione sopravvivono alla guerra contro Ade: Dohko, a cui viene affidata la custodia del sigillo degli Specter di Ade, e Shion, che diventa Grande Sacerdote (incarico che mantiene fino al suo assassinio per mano di Saga dei Gemelli).
Questo evento è descritto anche nel capitolo Origini presente nella Saint Seiya Final Edition edizione finale del manga classico di Saint Seiya. Qui il Gran Sacerdote Shion in un paio di pagine ricorda i suoi vecchi compagni che hanno combattuto nella guerra sacra contro Hades nel diciottesimo secolo, è si vede l'immagine dei 12 Cavalieri d'oro del diciottesimo secolo di Saint Seiya Next Dimension, Shion riferisce che dieci di loro sono morti per vincere la guerra sacra contro Hades del diciottesimo secolo, gli unici sopravvissuti sono stati Dohko e Shion.
| N. | Gold Saint         | Costellazione | Note |
| -- | ------------------ | ------------- | --- |
| 1  | Shion              | Ariete        | Shion è un giovane Bronze Saint che viene promosso al grado di Gold Saint dell'Ariete poco prima della guerra contro Ade, diviene così custode della prima casa dell'Ariete del Santuario di Atena. È un cavaliere fedele ad Atena ed ha poteri simili a quelli del suo futuro allievo Mu. |
| 2  | Ox                 | Toro          | Cavaliere d'oro del Toro, custode della seconda casa dello zodiaco, ha un cameo anche nella Saint Seiya Final Edition. Ha un aspetto e tecniche simili a quelle del suo successore Aldebaran del Toro. |
| 3  | Abel e Cain        | Gemelli       | Custode della terza casa dello zodiaco, ha un cameo anche nella Saint Seiya Final Edition, è considerato il più potente tra i 12 cavalieri d'oro. Ha tecniche e poteri simili a quelli del suo successore Saga dei Gemelli. |
| 4  | Death Toll         | Cancro        | Compare in Next Dimension in Episodio G Assassin e ha un cameo anche nella Saint Seiya Final Edition, è il custode della quarta casa dello zodiaco, ha poteri e tecniche simili a quelli del suo successore Death Mask, è soprannominato "il costruttore di bare". In Episode G - Assassin ritorna misteriosamente in vita e diventa il maestro di Death Mask, il Gold Saint del Cancro della serie classica. |
| 5  | Kaiser             | Leone         | Compare in Next Dimension e ha un cameo anche nella Saint Seiya Final Edition, custode della quinta casa dello zodiaco, ha un carattere e delle tecniche uguali a quelle del suo successore Aiolia del Leone, inoltre ha due aiutanti per la difesa della casa dello zodiaco, due Leoni Giganti di nome Goldie e Blondie. |
| 6  | Shijima            | Vergine       | Compare in Next Dimension e ha un cameo anche nella Saint Seiya Final Edition, custode della sesta casa dello zodiaco, ha poteri e tecniche uguali a quelli del suo successore Shaka di Virgo. Shijima è considerato "l'uomo più vicino agli Dei" nella sua epoca. |
| 7  | Dohko              | Bilancia      | Appare in quasi tutte le opere di Saint Seiya, Dohko è un giovane Bronze Saint che viene promosso al grado di Gold Saint della Bilancia poco prima della guerra contro Ade. Futuro maestro di Shiryu il Dragone che incontrerà alla settima casa dello zodiaco di cui è custode. |
| 8  | Écarlate           | Scorpione     | Compare in Next Dimension e ha un cameo anche nella Saint Seiya Final Edition, custode dell'ottava casa dello zodiaco, ha tecniche uguali a quelle del suo successore Milo dello Scorpione. Ècarlate inoltre ha il corpo totalmente invisibile. |
| 9  | Odysseus/Asclepius | Ofiuco        | Odysseus è il Tredicesimo Cavaliere d'oro leggendario, reincarnazione di Asclepio di Ofiuco il quale era considerato il più potente degli 88 Cavalieri di Atena nell'era mitologica, custode della gigantesca tredicesima casa dello zodiaco dell'Ofiuco. |
| 10 | Gestalt            | Sagittario    | Compare in Next Dimension e ha un cameo anche nella Saint Seiya Final Edition, custode della nona casa dello zodiaco. Possiede una freccia divina chiamata "freccia della Dea", dono di Atena nell'era mitologica. Caratteristica peculiare è il suo aspetto, simile a quello di un centauro armato d'arco (uguale alla costellazione del Sagittario); in realtà è una illusione creata inconsciamente da lui stesso, causata dal dolore per la perdita di un cavallino a cui era affezionato da bambino; Odisseo lo ha convinto che il cavallo sarebbe diventato parte di lui, condizionandolo a tal punto che l'illusione è diventata visibile a tutti. |
| 11 | Izo                | Capricorno    | Compare in Next Dimension, in Episode G - Assassin e ha un cameo anche nella Saint Seiya Final Edition, custode della decima casa dello zodiaco, nel suo braccio possiede la sacra spada "Excalibur". Come apprendiamo da Next Dimension è un cavaliere che segue il codice d'onore del "Bushido"(codice dei Samurai). In Episode G Assassin ritorna misteriosamente in vita e diventa il maestro di Shura, il Gold Saint del Capricorno della serie classica. |
| 12 | Mistoria           | Aquario       | Compare in Next Dimension e ha un cameo anche nella Saint Seiya Final Edition, custode dell'undicesima casa dello zodiaco, ha poteri uguali a quelli del suo successore Camus dell'acquario. Mistoria è soprannominato "l'uomo più puro del Santuario". |
| 13 | Cardinale          | Pesci         | Compare in Next Dimension e ha un cameo nella Saint Seiya Final Edition e un cameo in Saint Seiya Time Odyssey, custode della dodicesima casa dello zodiaco, ha poteri e tecniche uguali a quelle del suo successore Aphrodite dei Pesci. |

## Gold Saint apparsi in altre opere derivate (Saint Seiya Omega, Lost Canvas).

### The Lost Canvas
The Lost Canvas introduce altre generazioni di Gold Saints, che però non sono canonici con la serie classica. Tranne Dohko e Shion(due personaggi della serie classica), tutti gli altri Gold Saint di Lost Canvas non appaiono in nessun altra opera di Saint Seiya quindi non hanno nessun legame con gl'altri spinoff.
| N. | Gold Saint                | Costellazione | Note |
| -- | ------------------------- | ------------- | --- |
| 1  | Shion, Gateguard, Avenir  | Ariete        | Shion è il Gold Saint dell'Ariete del XVIII secolo. In questa serie è già Gold Saint dell'Ariete. Gateguard è il Gold Saint dell'Ariete del XV secolo, predecessore di Shion. Avenir è il Gold Saint dell'Ariete proveniente da un'epoca sconosciuta, che torna indietro nel tempo e raggiunge il XV secolo, diventando un buon amico di Sage e Hakurei.            |
| 2  | Hasgard, Teneo, Francisca | Toro          | Hasgard è il Gold Saint del Toro del XVIII secolo. Teneo è uno degli allievi di Hasgard che, alla morte del maestro, diventa il nuovo Gold Saint del Toro. Francisca è il Gold Saint del Toro del XV secolo, predecessore di Hasgard. |
| 3  | Defteros e Aspro          | Gemelli       | Aspro era l'originario Gold Saint dei Gemelli del XVIII secolo. Alla sua morte gli succede il fratello gemello Defteros. |
| 4  | Manigoldo, Sage           | Cancro        | Manigoldo è il Gold Saint del Cancro del XVIII secolo. Sage è il Grande Sacerdote del XVIII secolo, oltre che maestro di Manigoldo e Gold Saint del Cancro del XV secolo. |
| 5  | Regulus, Ilias            | Leone         | Regulus è il Gold Saint del Leone del XVIII secolo, succeduto a suo padre Ilias. Ilias è il Cavaliere d'oro del Leone XIII secolo e a 29 anni partecipò alla guerra santa contro Poseidone, Ade e Ares. È discepolo del Grande Sacerdote Il Padre, anch'egli ex Cavaliere d'oro del Leone del X secolo che ha combattuto contro Ade ed è morto all'età di 525 anni. |
| 6  | Asmita                    | Vergine       | Asmita è il gold saint della Vergine del XVIII secolo; fu lui a dare forma e potere al rosario posseduto da Shaka nel XX secolo; grazie ad esso viene annullata l'immortalità degli specter, che prima resuscitavano dopo essere stati uccisi. |
| 7  | Dohko, Itia               | Bilancia      | Dohko è il Gold Saint della Bilancia del XVIII. Itia è il Gold Saint della Bilancia dal XIII secolo al XV secolo, morì a 285 anni. Predecessore di Dohko. |
| 8  | Cardia, Zaphiri           | Scorpione     | Cardia è il Gold Saint dello Scorpione del XVIII secolo, succeduto al traditore Zaphiri. |
| 9  | Sisifo, Aeras             | Sagittario    | Sisifo è il Gold Saint del Sagittario del XVIII secolo, ed è il fratello di Ilias del Leone. Aeras è il Gold Saint del Sagittario del XV secolo, predecessore di Sisifo. |
| 10 | El Cid                    | Capricorno    | Il Cavaliere d'oro del Capricorno del XIII secolo, a 33 anni, partecipò alla guerra santa contro Poseidone, Ade e Ares |
| 11 | Degel, Krest              | Aquario       | Degel è il Gold Saint dell'Acquario del XVIII secolo. Krest è il maestro di Degel, oltre che il Gold Saint dell'Acquario nel XIII secolo. |
| 12 | Albafica, Lugonis         | Pesci         | Albafica è il Gold Saint dei Pesci del XVIII secolo, succeduto al suo maestro e padre adottivo Lugonis. |

### Saint Seiya Ω
Un'altra generazione di Gold Saints è quella presente nell'anime Saint Seiya Ω, sequel della serie animata del 1987. Si tratta di una generazione non canonica, seppur comprenda alcuni personaggi già apparsi nelle serie precedenti (come Seiya e Kiki, promossi rispettivamente al grado di Gold Saint del Sagittario e dell'Ariete).
| N. | Gold Saint       | Costellazione | Note |
| -- | ---------------- | ------------- | --- |
| 1  | Kiki             | Ariete        | Personaggio secondario della serie classica, Kiki sostituisce il suo maestro defunto Mu come nuovo Gold Saint dell'Ariete. |
| 2  | Harbinger        | Toro          | Inizialmente fedele a Mars, Harbinger si schiera in seguito dalla parte dei protagonisti e, al termine della serie, viene promosso Grande Sacerdote. |
| 3  | Paradox, Integra | Gemelli       | Fedele a Mars, Paradox è la Gold Saint dei Gemelli originale ed è dotata di una doppia personalità, una buona e una malvagia. Dopo essere stata sconfitta ed imprigionata da Atena per il suo tradimento, Paradox si unisce all'esercito dei Pallasiti, mentre sua sorella gemella Integra diventa la nuova Gold Saint dei Gemelli.                                                 |
| 4  | Sirrah           | Cancro        | |
| 5  | Mikene           | Leone         | |
| 6  | Fudo             | Vergine       | |
| 7  | Shiryu, Genbu    | Bilancia      | Shiryu è uno dei protagonisti della serie classica ed è il nuovo Gold Saint della Bilancia, succedendo al maestro Dohko. Dopo che Shiryu perde tutti i cinque sensi ed è impossibilitato a combattere, il titolo di Gold Saint della Bilancia va temporaneamente a Genbu, anche lui allievo di Dohko. Dopo la morte di Genbu, tuttavia, Shiryu riprende il suo ruolo di Gold Saint. |
| 8  | Sonia            | Scorpione     | Figlia di Mars e sorellastra di Eden. |
| 9  | Seiya            | Sagittario    | Ex Saint di Pegaso, nonché protagonista della serie classica. |
| 10 | Ionia            | Capricorno    | Antico Gold Saint del Capricorno, Ionia ha ricoperto tale incarico per diverse generazioni prima di ritirarsi a vita privata. Successivamente riceve la visita di Atena che gli offre nuovamente il Gold Cloth del Capricorno. |
| 11 | Tokisada         | Aquario       | In origine era il Silver Saint dell'Orologio, ma, dopo aver giurato fedeltà a Medea, viene promosso Gold Saint dell'Acquario. In seguito abbandona tale carica e si unisce all'esercito dei Pallasiti. |
| 12 | Amor             | Pesci         | Fratello di Medea. |